# Maximilian Heidenreich Droste zu Vischering
Maximilian Heidenreich Droste zu Vischering (* 18. April 1684 in Darfeld; † 23. November 1751 in Münster) war Amtsdroste und Geheimer Rat.

## Leben

### Herkunft und Familie
Maximilian Heidenreich wurde als Sohn des Christoph Heidenreich Droste zu Vischering und seiner Frau Klara Brigitta von Galen zu Assen geboren.
Er heiratete am 15. November 1707 Maria Antonia/Gaudentia Wilhelmina Josefa zu Büren und Ringelstein von Schenking zu Beveren und Asbeck (1687–1718), welche den umfangreichen Gutsbesitz ihrer Mutter Antoinette in die Ehe mitbrachte, u. a. Haus Vorhelm und Haus Bevern. Aus dieser Ehe stammen fünf Kinder, darunter Adolf Heidenreich und Anna Brigitta (1729 verheiratet mit Heinrich Wilhelm Droste zu Hülshoff, Mutter von Heinrich-Johann von Droste zu Hülshoff und Urgroßmutter von Annette von Droste-Hülshoff).
Seine zweite Ehe schloss er am 14. Oktober 1721 in Münster mit Maria Katharina Raitz von Frentz zu Kendenich. Aus dieser Ehe stammen drei Kinder, darunter Clemens August Maria (* 26. März 1724).
Aus seiner am 25. Juli 1726 mit Anna Maria Ursula Rosina Ameke von Wrede zu Brünninghausen geschlossenen Ehe stammt die Tochter Anna Elisabeth Henrika Maria, die mit Franz Otto von Korff gen. Schmising zu Tatenhausen verheiratet war.

### Werdegang
In den Jahren 1700 und 1702 studierte er in Mainz, Straßburg und in Prag. Er wurde, wie viele aus dem Familienstamm, zur Münsterschen Ritterschaft aufgeschworen.
Als Nachfolger seines Vaters wurde er am 27. April 1723 als Drost zu Ahaus und Horstmar vereidigt und blieb bis zu seinem Tod in diesem Amt. Seine Ernennung zum Geheimrat erhielt er am 16. Dezember 1723 und am 23. Juli 1728 wurde er Großkreuzherr des St. Michael-Ritterordens.
Maximilian war Stammherr und Erbdroste.

## Chronologie der Ämter
Chronologie der Drosten in den Ämtern Ahaus und Horstmar bei Heidenreich Droste zu Vischering